# Mawu (vaudou)
 (décembre 2024).
Si vous disposez d'ouvrages ou d'articles de référence ou si vous connaissez des sites web de qualité traitant du thème abordé ici, merci de compléter l'article en donnant les références utiles à sa vérifiabilité et en les liant à la section « Notes et références ».
En pratique : Quelles sources sont attendues ? Comment ajouter mes sources ?
Pour les articles homonymes, voir Mawu.
Mawu est l'appellation de la divinité créatrice dans la religion des peuples éwé du Togo et du Bénin, en Afrique de l'Ouest. Mawu signifie en langue éwé « ce que l'on ne peut pas dépasser ». Le même mot est utilisé par les Ewé et Fon convertis au christianisme pour désigner le Dieu chrétien.
Chez les Fon du Bénin, Mawu est la fille de Nana Buluku, et la sœur jumelle de Lisa. 
Elle est associée à la Lune, à la nuit, à l'est et à la maternité. Elle est indissociable de Lisa, qui lui est complémentaire. 
Leur histoire rappelle le mythe yoruba d'Iemanja et Aganju, les parents des orishas.